# Ерёменко, Руслан Владимирович
Русла́н Влади́мирович Ерёменко (укр. Руслан Володимирович Єременко; род. 31 июля 1978, Бровары, Киевская область) — украинский легкоатлет, специалист по прыжкам с шестом. Выступал за сборную Украины по лёгкой атлетике в первой половине 2000-х годов, победитель и призёр первенств национального значения, участник летних Олимпийских игр в Афинах.

## Биография
Руслан Ерёменко родился 31 июля 1978 года в городе Бровары Киевской области Украинской ССР.
Занимался лёгкой атлетикой в местной секции, позже представлял спортивное общество «Динамо».
Выступал на турнирах национального уровня начиная с 1999 года.
В 2001 году впервые одержал победу на чемпионате Украины, на соревнованиях в Киеве установил свой личный рекорд в прыжках с шестом на открытом стадионе — 5,70 метра. Будучи студентом, представлял Украину на Универсиаде в Пекине, где с результатом 5,35 стал шестым.
Попав в основной состав украинской национальной сборной, в 2002 году выступил на чемпионате Европы в помещении в Вене — прыгнул здесь на 5,40 метра и в финал не вышел.
В 2004 году во второй раз стал чемпионом Украины. Благодаря череде удачных выступлений удостоился права защищать честь страны на летних Олимпийских играх 2004 года в Афинах — в программе прыжков с шестом благополучно преодолел предварительный квалификационный этап, затем в финале показал результат 5,55 метра и занял итоговое 13-е место.
После пекинской Олимпиады Ерёменко остался действующим спортсменом на ещё один олимпийский цикл и продолжил принимать участие в крупнейших международных стартах. Так, в 2005 году на турнире в Штутгарте он установил личный рекорд в прыжках с шестом в закрытых помещениях — 5,84 метра, тогда как на чемпионате Европы в помещении в Мадриде прыгнул на 5,60 метра, чего оказалось недостаточно для выхода в финал.
Завершил спортивную карьеру по окончании сезона 2011 года.